# Inja (oberer Ob)
Die Inja (russisch Иня) ist ein etwa 192 km langer rechter Nebenfluss des oberen Ob in Sibirien, im asiatischen Teil Russlands. Es gibt in der Nähe noch einen weiteren rechten Ob-Nebenfluss desselben Namens, siehe Inja (Ob).

## Flusslauf
Die Inja entspringt am südlichen Ortsrand von Possewnaja, einer Siedlung städtischen Typs in der Oblast Nowosibirsk. Von dort fließt die Inja in überwiegend südsüdwestlicher Richtung zum Ob. Dabei überquert der Fluss die Grenze zur Region Altai. Bei Flusskilometer 189 kreuzt die Fernstraße Nowosibirsk–Barnaul den Flusslauf. Bei Flusskilometer 180, 9 km westlich von Tscherepanowo nahe Inskoi, kreuzt die Straße Tscherepanowo–Susun den Flusslauf. Im Anschluss passiert die Inja die Orte Krutischka, Karaguschewo und Nowowoskresenka. Bei Flusskilometer 84 befindet sich der Ort Larischicha 2 km weiter östlich. Bei Flusskilometer 77 befindet sich der Ort Sandalowo am linken Flussufer. Am nördlichen Randbereich der teils verlandeten Altarme des Ob befindet sich der Ort Inja am rechten Flussufer. 2 Kilometer abstrom trifft der 11 km lange Toptschka-Flussarm des Ob linksseitig auf die Inja. Anschließend verläuft der Fluss durch einen breiten Altarm des Ob und mündet schließlich gegenüber von Schelabolicha in den Hauptfluss. Am Oberlauf wird die Inga durch die beiden Straßendämme aufgestaut. Der Fluss weist viele enge Flussschlingen auf.

## Hydrologie
Das Einzugsgebiet der Inja umfasst 1520 km². Weiter östlich fließt der Tschumysch, ein weiterer Ob-Nebenfluss. Der mittlere Abfluss (MQ) beträgt etwa 28 km oberhalb der Mündung für den Messzeitraum 1963–1979 etwa 3 m³/s. Die Inja führt im April und im Mai die größten Wassermengen, mit einem mittleren monatlichen Abfluss von 12,3 und 7,6 m³/s.